# Cordelia Koch
Cordelia Koch (* 1972 in Weilburg) ist eine deutsche Politikerin (Bündnis 90/Die Grünen). Sie ist seit 2023 die Bezirksbürgermeisterin des Berliner Bezirks Pankow.

## Leben

### Ausbildung und Beruf
Cordelia Koch wuchs als Tochter von Textil-Einzelhändlern in Mittelhessen auf. Sie studierte Rechtswissenschaften in Gießen und Paris, absolvierte das Rechtsreferendariat und legte 2007 das zweite Staatsexamen ab. Zeitweise lebte sie in Beirut und zog 2005 in das Bötzowviertel im Prenzlauer Berg nach Berlin. Später zog sie nach Berlin-Gesundbrunnen in die Nähe der Wollankstraße und dann an den Stadtrand nach Berlin-Blankenfelde. Mit einer Arbeit über die „Verfassung im Kraftfeld von Krieg und Frieden – von der konkurrenz- zur konkordanzdemokratischen Verfassung im Libanon“ wurde sie 2007 zum Dr. jur. promoviert. Ihr Doktorvater war der Bundesverfassungsrichter Brun-Otto Bryde. Während der Promotion arbeitete sie bei der Hessischen Stiftung Friedens- und Konfliktforschung in Frankfurt am Main und dem Orient-Institut der Deutsch-Morgenländischen Gesellschaft in Beirut.
Im Jahr 2007 wurde sie als Rechtsanwältin tätig. Sie trat 2010 in den Dienst des Landes Berlin und arbeitete zehn Jahre als Juristin an der Freien Universität Berlin, unter anderem als Justiziarin. Daneben lehrte sie zwischen 2008 und 2012 Polizisten die Grundlagen des Eingriffsrechts an der Hochschule für Wirtschaft und Recht Berlin.

### Politik
Seit 2010 ist sie bei Bündnis 90/Die Grünen in Berlin-Pankow aktiv. Von 2010 bis 2016 war sie die Vorsitzende des Kreisverbandes Pankow und ab 2017 Fraktionsvorsitzende in der Bezirksverordnetenversammlung Pankow. Im Jahr 2021 war sie die Spitzenkandidatin von Bündnis 90/Die Grünen in Pankow.
Im Herbst 2021 wurde sie zur stellvertretenden Bezirksbürgermeisterin und Stadträtin für Soziales und Gesundheit gewählt.
Am 26. April 2023 wurde sie von der Bezirksverordnetenversammlung von Pankow zur Bezirksbürgermeisterin gewählt. Sie bildete eine Zählgemeinschaft mit CDU und FDP und erreichte 28 Ja-Stimmen und 26 Nein-Stimmen.

## Veröffentlichungen (Auswahl)
- Freiheitsbeschränkung in Raten? Biometrische Merkmale und das Terrorismusbekämpfungsgesetz. Hessische Stiftung Friedens- und Konfliktforschung, Frankfurt am Main 2002, ISBN 978-3-933293-60-2.
- Verfassung im Kraftfeld von Krieg und Frieden – von der konkurrenz- zur konkordanzdemokratischen Verfassung im Libanon. Dissertation, Nomos, Baden-Baden 2009, ISBN 978-3-8329-3646-4.